# Velîke, Kozeatîn
Velîke (în ucraineană Велике) este un sat în comuna Vernîhorodok din raionul Kozeatîn, regiunea Vinnița, Ucraina.

## Demografie
Componența lingvistică a localității Velîke
     Ucraineană (99,01%)
     Alte limbi (0,99%)
Conform recensământului din 2001, majoritatea populației localității Velîke era vorbitoare de ucraineană (99,01%), existând în minoritate și vorbitori de alte limbi.